# Ottenthal
Ottenthal är en ort och kommun i Österrike. Den ligger i distriktet Mistelbach i förbundslandet Niederösterreich, 60 km norr om huvudstaden Wien. Kommunen gränsar i norr mot Tjeckien.
Kommunen består av två orter (Ortschaften) (inom parentes invånarantal 1 januari 2024):
- Guttenbrunn (118)
- Ottenthal (412)